# Azaleodes
Azaleodes là một chi bướm đêm thuộc họ Palaephatidae. Chi này đặc hữu Úc.
Loài này có cánh rộng, có đốm màu nâu vàng điển đen ở con đực. Chúng sinh sống ở rừng mưa từ Wollongong ở New South Wales đến Cooktown ở Queensland.

## Các loài
- Azaleodes brachyceros Nielsen, 1987
- Azaleodes fuscipes Nielsen, 1987
- Azaleodes megaceros Nielsen, 1987
- Azaleodes micronipha Turner, 1923